# Maia (madre de Buda)
La reina Maia de Sakia (o Maya de Sakya; en pali: Māyādevī) fue la madre biológica de Gautama Buda, el sabio en cuyas enseñanzas se fundó el budismo. Era hermana de Mahapajapati Gotami, la primera monja budista ordenada por Buda.
En la tradición budista, Maia murió a poco de nacer Buda -generalmente se dice que siete días después- y volvió a la vida en un cielo budista-hindú, una pauta que se cree se repite en los nacimientos de todos los Budas. Por lo tanto, Maia no crio a su hijo, quien en cambio fue criado por su tía materna Mahapajapati Gotami. Sin embargo, de vez en cuando Maia descendía del cielo para aconsejar a su hijo.
Māyā significa "ilusión" en sánscrito. A Maia también se la llama Mahāmāyā ("Gran Māyā") y Māyādevī ("Reina Māyā"). En tibetano se la llama Gyutrulma y en japonés se la conoce como Maya-bunin (摩耶夫人). En cingalés también se la conoce como මහාමායා දේවී (Mahāmāyā Dēvi).

## Iconografía

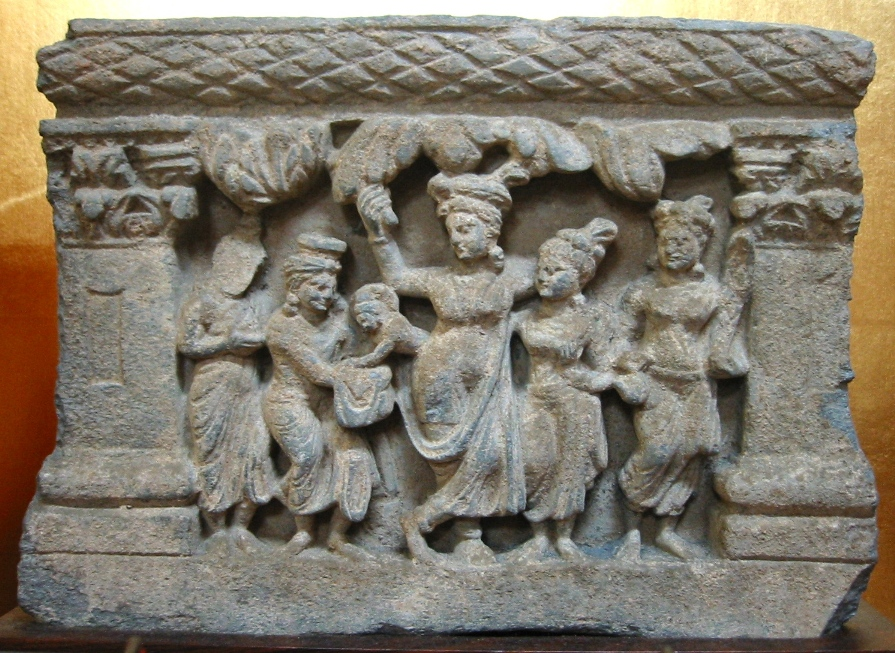
El nacimiento de Sidarta Gautama Buda, Gandara, o d. C.

En el arte y la literatura budistas se retrata a la reina Maia como una hermosa mujer fecunda en la flor de la vida.
Su belleza brilla como una pepita de oro puro.

Tiene rizos perfumados como la gran abeja negra.

Ojos como pétalos de loto, dientes como estrellas del cielo.

 - Del Lalitavistara Sūtra
Pese a que a veces se la muestra en otras escenas de su vida -soñando el sueño premonitorio de su embarazo de Gautama Buda, o con su marido, el rey Sudodana, indagando profecías sobre la vida de su hijo poco después de nacer este, etc.- lo más común es que se la describa dando a luz a Gautama, lo que comúnmente se acepta que ocurrió en Lumbini, la actual Madhesh. A Maia normalmente se la muestra alumbrándolo bajo un árbol, sosteniéndose de una rama mientras él emerge de su costado. La experta en budismo Miranda Shaw declara que la representación de la reina Maia en la escena de la natividad sigue un patrón establecido en representaciones budistas más antiguas de los espíritus arbóreos conocidos como iaksini.

## Vida de Maya

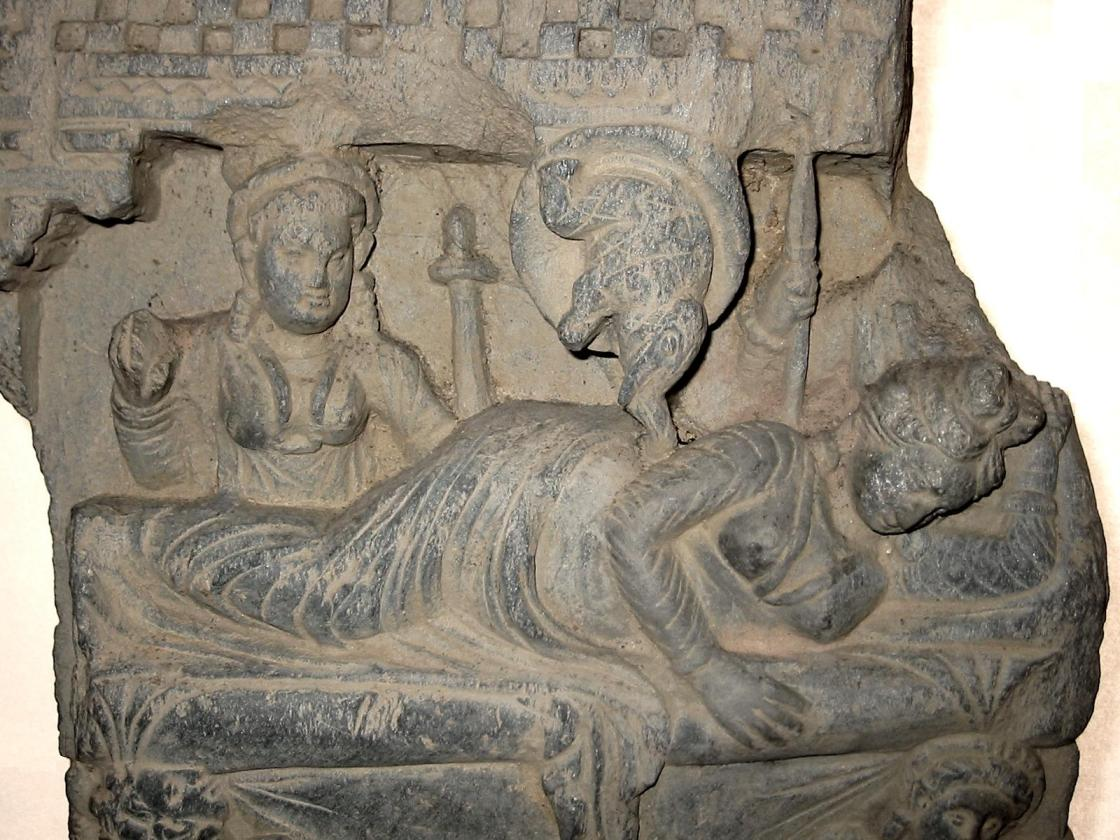
La reina Maia sueña con un elefante blanco entrando en su costado y concibe a Buda. Gandhara, o d. C.

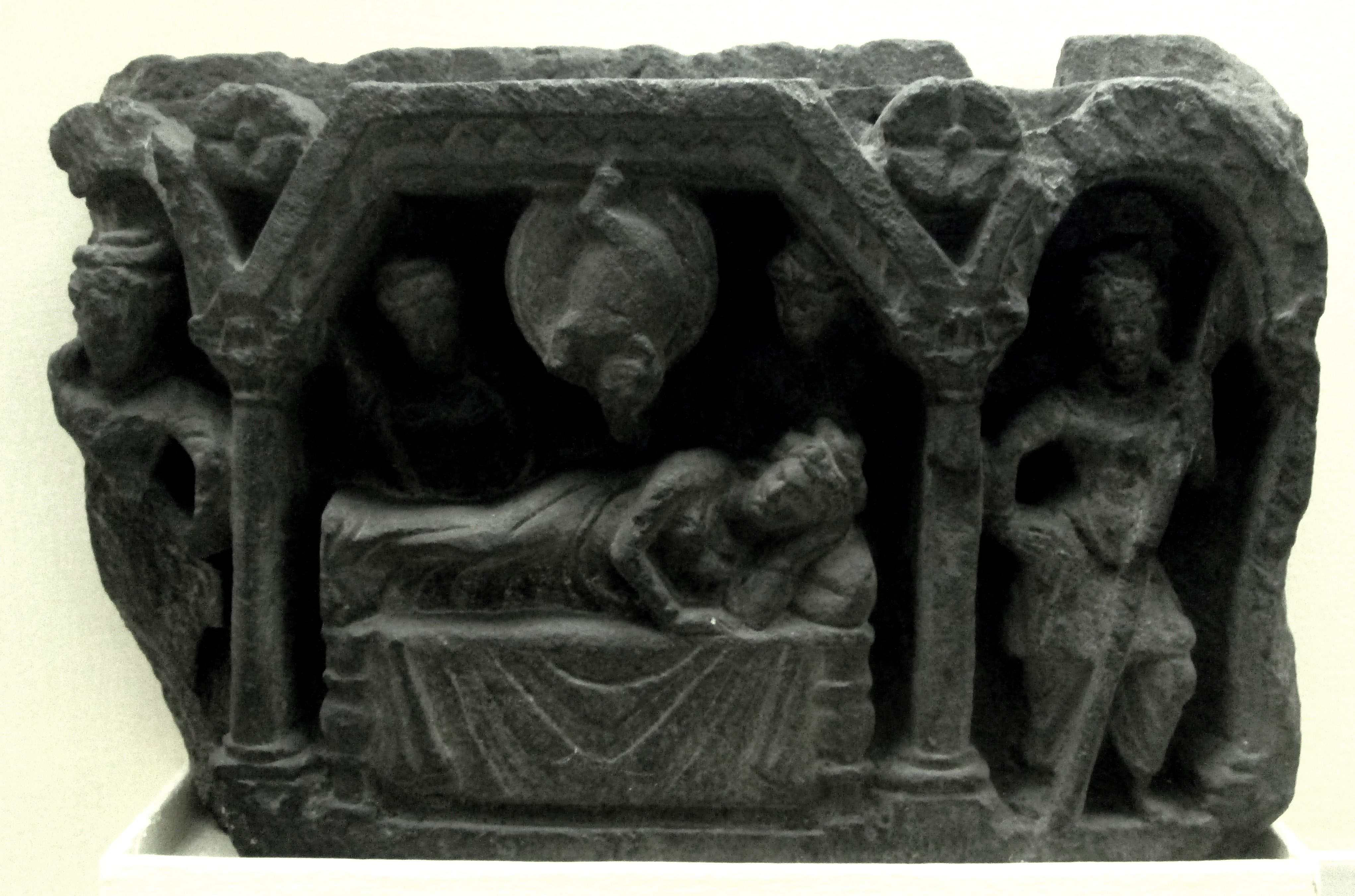
El sueño de Maiadevi, Mardan.

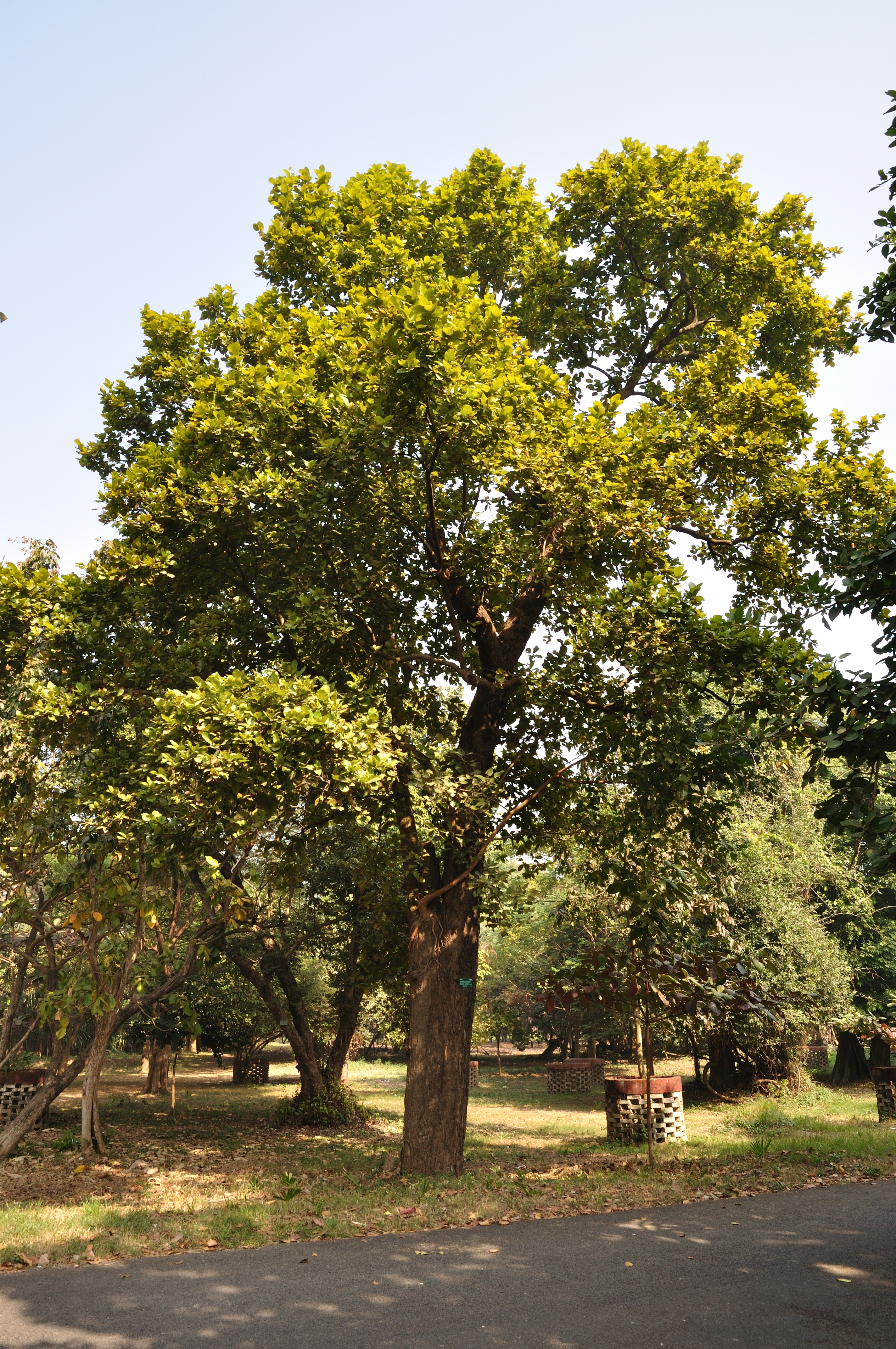
Sala.

Maia se casó con el rey Sudodana (en pali: Suddhodana), gobernante del clan Sakia de Kapilavastu. Era hija del tío del rey Sudodana y por lo tanto prima de este; su padre era el rey de Devadaha.
Durante veinte años de matrimonio, Maia y el rey Sudodana no tuvieron hijos. Según la leyenda, una noche de luna llena, mientras dormía en palacio, la reina tuvo un sueño vívido. Se sintió transportada por cuatro devas (espíritus) al lago Anotatta, en los Himalayas. Tras bañarse en el lago, los devas la vistieron con ropas celestiales, la ungieron con perfumes y la adornaron con flores divinas. Poco después apareció un elefante blanco que sostenía una flor de loto blanca en la trompa, dio tres vueltas alrededor de ella y penetró su vientre por su lado derecho. Cuando el elefante desapareció en su interior la reina despertó y supo que había recibido un importante mensaje, ya que el elefante es símbolo de grandeza.
Según la tradición budista, el futuro Buda residía como bodhisattva en el cielo Tushita, y decidió tomar la forma de un elefante blanco para renacer en la Tierra por última vez. Maia alumbró a Sidarta hacia el 563 a. C. El embarazo duró diez meses lunares. Siguiendo la costumbre, la reina regresaba a su casa paterna para dar a luz. En el camino, descendió de su litera para dar un paseo bajo el árbol "sala" (Shorea robusta), a menudo confundido con el árbol "asoka" (Saraca asoca), en el bello jardín de flores del Parque Lumbini, en la región de Lumbini, en Nepal. Maia Devi se sintió maravillada por el parque y dio a luz mientras se sostenía de la rama de un sala. La leyenda sostiene que el príncipe Sidarta salió de su costado derecho. Era el octavo día del mes de abril. Algunos relatos dicen que Maia le dio su primer baño en el estanque Puskarini, también en Lumbini. Pero la leyenda más común dice que los Devas hicieron que lloviera para lavar al neonato. Después se lo llamó Sidarta, "El que ha cumplido sus fines" o "El propósito cumplido".
Los eruditos suelen concordar en que la mayor parte de la literatura budista sostiene que Maia murió a los siete días de nacer Buda, y que luego renació en el cielo Tushita. Siete años después de la iluminación de Buda, Maia bajó a visitar el cielo Tavatimsa, donde Buda le predicó el Abhidharma. La hermana de Maia, Prajapati (en pali: Pajāpatī o Mahāpajāpatī Gotamī) se convirtió en la madre adoptiva del niño.
Tras lograr la iluminación Sidarta y convertirse en Buda, visitó a su madre en el cielo durante tres meses para rendirle homenaje y enseñar el Dharma.

## Analogías interculturales
Al referir el sueño profético de la reina Maia antes de la concepción, la historia de vida de Buda según el canon pali, dice que su madre no tuvo actividad sexual ni ningún pensamiento sobre otros hombres durante el embarazo. No dice que Sidarta fuera concebido sin actividad sexual entre sus padres. Aun así, se han mencionado algunos paralelismos con la historia del nacimiento de Jesús.
Se ha estudiado la relación entre la historia del alumbramiento de Buda por Maia, que dio a luz mientras se sostenía de la rama de un árbol "sala" y la de Jesús por María en la versión islámica (Isa por Maryam) que cuenta que dio a luz sosteniéndose de una palmera. Z. P. Thundy, observa que aunque haya semejanzas, también hay diferencias; por ejemplo: María sobrevive a Jesús tras criarlo, pero Maia muere a poco de nacer Buda, como todas las madres de los Budas en la tradición budista. Thundy no afirma que haya pruebas históricas de que el relato cristiano del nacimiento de Jesús derive de tradiciones budistas, pero sugiere que "quizás es hora de que los estudiosos del cristianismo busquen en la tradición budista las fuentes de esa idea".

Sin embargo, otros expertos rechazan toda posible influencia. Paula Fredriksen, por ejemplo, dice que ningún estudio serio ubicaría a Jesús fuera del contexto del judaísmo palestino del siglo I. Eddy y Boyd aseguran que no hay pruebas de que los autores del Nuevo Testamento se hayan visto influenciados por fuentes externas, y la mayoría de los estudiosos concuerdan en que no es plausible ninguna influencia de ese tipo en el cristianismo, ya que los judíos monoteístas de la Galilea del siglo I no hubieran aceptado lo que les hubieran parecido meros cuentos paganos.

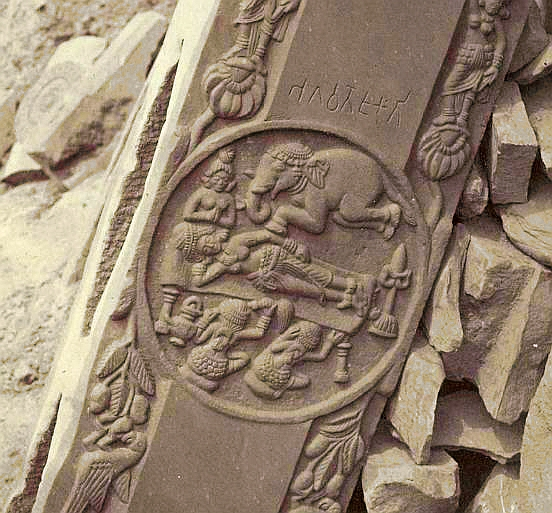
Concepción de Buda (Bharhut) Brahmi. Texto: bhagavato rukdanta.
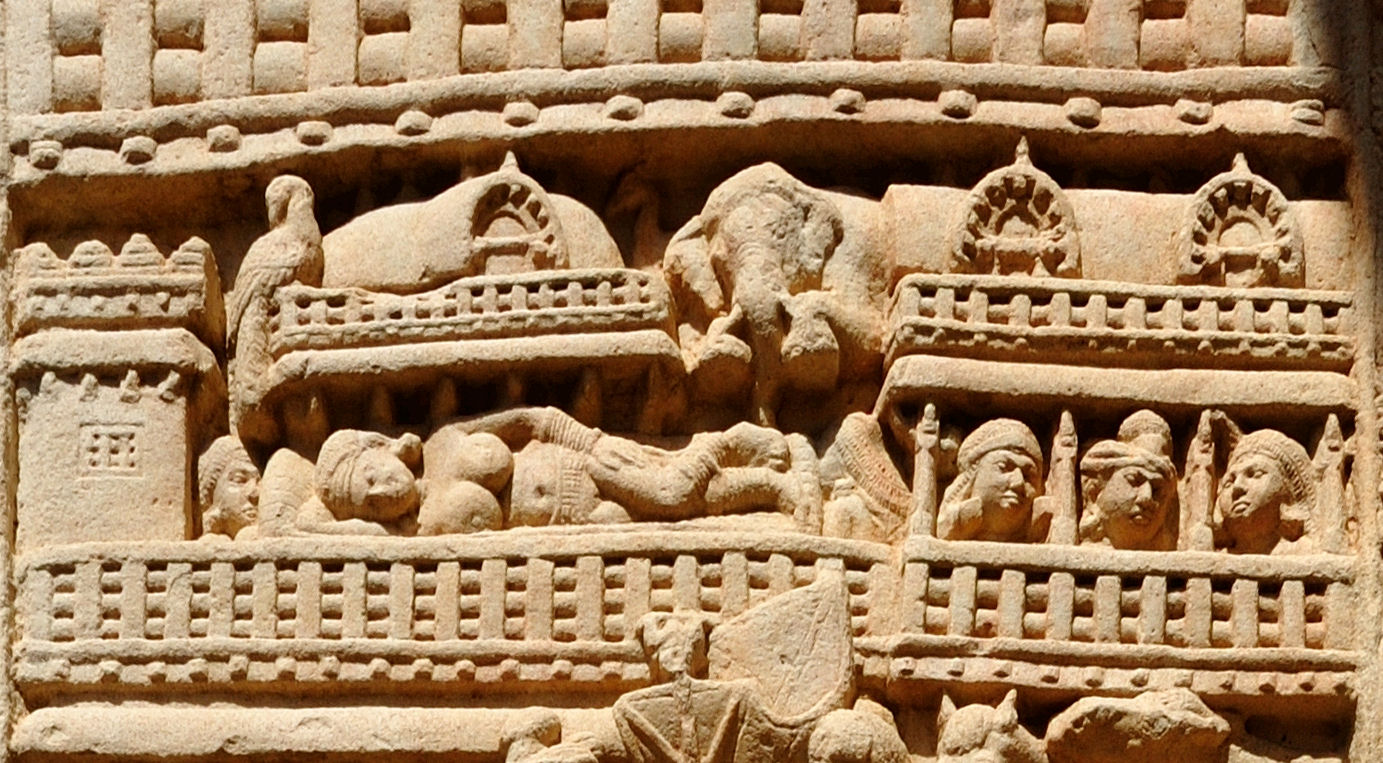
Maia sueña con un elefante mientras concibe a Buda, en Kapilavastu; Sanchi.